# Ulcus Molle Info
Das Ulcus Molle Info war eine von 1969 bis 1990 von Josef Wintjes (1947–1995) im Rahmen seines Literarischen Informationszentrums herausgegebene Literaturzeitschrift.
Inspiriert durch die amerikanische Beat-Generation (Jack Kerouac, Lawrence Ferlinghetti, Allen Ginsberg, Gregory Corso) schrieb Wintjes früher selbst Gedichte und bekam so Kontakt mit der deutschsprachigen Untergrundliteratur der 1960er Jahre, was ihn in seiner Motivation eine Informations- und Kommunikationszeitschrift zu gründen, bestärkte.
Ulcus Molle Info erschien anfangs monatlich, ab Nr. 4/5-1972 zweimonatlich und zuletzt ab 1987 vierteljährlich. Es verstand sich als Öffentlichkeits- und Publikationshilfe für junge Autoren und Kleinverlage. Die Zeitschrift wurde zu einem wichtigen Diskussionsforum der literarischen, spirituellen und politischen Gegenkultur. Der Name der Zeitschrift leitet sich von der Geschlechtskrankheit Ulcus molle ab, auch als „Weicher Schanker“ bekannt.

## Entstehungsgeschichte
Ende 1969 begann Josef Wintjes unter dem Namen Nonkonfirmistisches Literarisches Informationszentrum den Vertrieb von Alternativzeitschriften und dem Versand eines einseitig bedruckten DIN-A4-Schreibens, kurz INFO genannt (Info Nr. 1 vom 10. November 1969). Das INFO Nr. 6 (1. April 1970) enthielt bereits den Zusatz Ulcus Molle.  Die Nr. 9 wurde bereits Ulcus Molle Info genannt und der Titel blieb bis zur letzten Ausgabe bestehen. Mit einem Umfang von 16 DIN-A4-Seiten und einem Vertriebsangebot von über fünfzig Publikationen sowie Buchankündigungen und -besprechungen von Klein- und Selbstverlagen erschien 1970 die Nr. 10 mit einer Auflage von 2.500 Exemplaren; weitere Auflagen erschienen dann in Höhe von 1.200 und mit 200 Abonnenten. Auf seinem Höhepunkt hatte das Ulcus Molle Info 2.500 Abonnenten. Der Ulcus Molle Info-Dienst war zusammen mit der Aktion Feuerzeichen der bekannteste Buch- und Zeitschriftenversand für Alternativliteratur in Deutschland.
Die ersten Beiträge (Artikel, Rezensionen) von freien Mitarbeitern waren ab der Ausgabe Nr. 5 – 1971, erschienen, zuvor hatte Wintjes Bücher und Zeitschriften in eigenen Kurzkommentaren selbst vorgestellt. „Daß er das völlig undogmatisch, fast chaotisch macht, mag seine Nachteile haben, aber es könnte auch der richtige Nährboden für Vorläufiges, Versuchsweises und eben erst Entstehendes sein, das sonst nirgendwo eine Chance hat, Beachtung zu finden“ (Jürgen Ploog im Berliner tip, Nr. 10, 1980)
In der INFO Nr. 2 (15. Dezember 1969) beschrieb Wintjes sein Projekt: „Das nonkonfirmistische Literarische Informationszentrum ist das Experiment eines Einzelnen ...“. Als konkrete Dienstleistung zählte er darin auf: Das Informationszentrum „vermittelt kostenlos Nachwuchsliteraten an die Redaktionskollektive; teilt gegen Rückporto umgehend Adressen nonkonformistischer Verlage mit; bemüht sich um Informationssteuerung; organisiert überregionale Dichterlesungen; bietet an: Internationale Untergrund-Zeitungen, Posters, politische Schriften, Lyrikbände, Neuerscheinungen“.
Im INFO Nr. 7 (15. Mai 1970) erklärte sich Wintjes seinen Lesern ferner mit den Worten: „Das Informationszentrum versteht sich als Sprachrohr der Alternativpresse; pflegt Kontakte zum subkulturellen Untergrund, zu APO-Gruppen, zu Literaturkreisen und -workshops, zu Verlagen und zu Autorenvereinigungen“.

## Die Endphase
Mitte der 1980er Jahre wurde die alternative Literatur „gesellschaftsfähig“ und Großverlage nahmen die Außenseiterliteratur in ihr Verlagsprogramm auf. Alternative Buchläden, Buchvertriebe wie Rotation drangen an die Öffentlichkeit. Mit dem Aufkommen der Yuppies und dem Ende der Gegenbuchmesse (Frankfurt am Main.) interessierten sich auch immer weniger Leser für das Ulcus Molle Info mit seinen subkulturellen Publikationen in nicht selten unübersichtlichem Layout. So musste Wintjes denn auch notgedrungen einräumen: „In der Tat hatte ich als Herausgeber bereits 1987 die Lust an Ulcus Molle verloren (..), weil es heute weder eine eigenständige Alternativpresse mehr gibt noch in irgendeiner Form von Untergrundliteratur die Rede sein kann“ (Ulcus Molle Info Nr. 10/12 1990). Dabei war das Ulcus Molle Info spätestens Anfang 1986 um ein übersichtlicheres Layout bemüht und suchte sich dem neuen Trend auch insofern anzupassen, als Wintjes neben der Außenseiterliteratur nun auch Rezensionen zu Werken etablierter Autoren aus Großverlagen wie z. B. Stephen King, Henry Miller und Patrick Süskind in das Ulcus Molle Info integrierte und diese Titel ebenfalls in seinem Versandbuchhandel zur Bestellung anbot.
Die Anzahl der Abonnenten sank dennoch von 2.500 auf 500. Größere Druckereischulden, private Krisen und eine nicht gelungene Spendenaktion im Herbst 1989 ließen den Würger von Bottrop, wie er von seinen Freunden genannt wurde, dem Informationsdienst ein Ende setzen und 1990 in der letzten Ausgabe schreiben: „Der Ulcus Molle Informationsdienst wurde mit dieser Doppelnummer (Nr. 10/12) nach 21 Jahren eingestellt. Trennung fällt immer schwer – aber es gibt unaufschiebbare Entscheidungen (..), daß sich ein eigenständiger Vertrieb, der mit dem Ulcus Molle Info verbunden war, nicht mehr rechnet. Was unsere stetig sinkenden Umsatzzahlen beweisen“.

## Autoren, Mitarbeiter
Zahlreiche jüngere Autoren nutzten das Ulcus Molle Info als erste Plattform für Veröffentlichungen. Nicht wenige von ihnen wurden später von großen Verlagen entdeckt und erlangten einige Bekanntheit, wie z. B. Elisabeth Alexander, Kristiane Allert-Wybranietz, Uli Becker und Jörg Fauser. Auch Kleinverlage profitierten vom Info und dem Info-Zentrum, so zum Beispiel der Maro-Verlag, der sich später mit Titeln von Charles Bukowski (Erstauflage: 500 Exemplare) etablierte.
- Elisabeth Alexander (Nr. 1/2 und 7/8, 1986; 4/6 und 7/9, 1988)
- Kristiane Allert-Wybranietz
- Uli Becker
- Manfred Bosch (Nr. 10, 1970)
- Manfred Chobot (Nr. 1/3, 1986; 7/8, 11/12, 1987; 7/9, 11/12, 1988; 1/3, 4/6, 1990)
- Jörg Fauser (Nr. 11/12, 1971; 11/12, 1972)
- Lina Ganowski (Nr. 7/9, 1987)
- Christian Ide Hintze
- Hadayatullah Hübsch (Nr. 10, 1971; 1/3 und 4/6, 1987; 7/9, 1990)
- Hans Imhoff
- Ulrich Karger (Nr. 10/12 1986; 4/6, 7/9, 11/12 1987; 7/9, 10/12 1988; 1/3, 4/9, 1989; 7/12, 1990)
- Helmut Loeven (Nr. 5/6, 1973; 1/2 und 7/9 1986; 4/6 und 7/9, 1988)
- Wolfgang Graf von Lüttichau verfasste 1977–1982 zahlreiche Artikel und Rezensionen für das Ulcus Molle Info
- Udo Pasterny (Nr. 7/8 1982)
- Anna Rheinsberg (Nr. 5/6, 7/8, 9 1979; 11/12 1980)
- Imre Török, zwischen 1977 und 1986 regelmäßiger Mitarbeiter, u. a. mit der Kolumne „POTZ-BLITZ“
- Jean Marré (11/12, 1973; 3/4, 5/6, 11/12, 1974; 1/2, 7/8, 1975; 1/2, 7/8, 1976)
- Klausbernd Vollmar (Nr. 7/9, 1987; 7/9, 1988)
- Peter Paul Zahl (Nr. 9/10 und 11/12 1971)